# Apodytes geldenhuysii
Apodytes geldenhuysii är en tvåhjärtbladig växtart som beskrevs av A.E. van Wyk & M.J. Potgieter. Apodytes geldenhuysii ingår i släktet Apodytes och familjen Icacinaceae. Inga underarter finns listade i Catalogue of Life.